# Mario Balassi

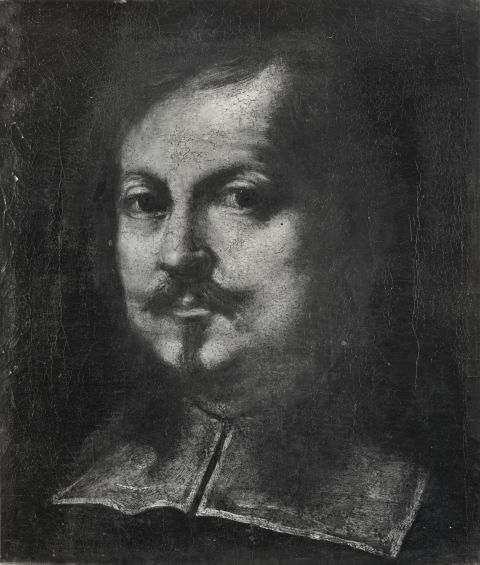
Autoritratto

Mario Balassi (Firenze, 1604 – Firenze, 9 ottobre 1667) è stato un pittore italiano.

## Biografia
Fu allievo di Jacopo Ligozzi, poi di Matteo Rosselli e del Passignano, insieme al quale soggiornò a lungo a Roma, eseguendo per la famiglia Barberini il Noli me tangere nella chiesa di San Caio e la Trasfigurazione, copia da Raffaello, nella chiesa di Santa Maria della Concezione dei Padri Cappuccini. Fu a Venezia e a Vienna, al seguito di Ottavio Piccolomini, dipingendo il ritratto dell'imperatore Ferdinando III e una Madonna col Bambino. 
Nel 1637 fece ritorno a Firenze dove eseguì il San Francesco riceve le stigmate per l'omonima Confraternita nei sotterranei della basilica di San Lorenzo, un dipinto per la famiglia degli Albizi nella perduta chiesa di San Pier Maggiore, un Cristo con angeli e santi nella chiesa di Santa Maria in Campo. 
Su commissione del Cardinale Carlo de' Medici realizzò il ritratto del granduca di Toscana Ferdinando II come San Giorgio e della granduchessa Vittoria della Rovere come Allegoria della Vittoria; altri ritratti interessanti quello di Jacopo de' Lippi (1643, già Firenze, collezione De Larderel Rucellai) e l'autoritratto del pittore (Firenze, Galleria degli Uffizi). 
Eseguì inoltre numerosi dipinti a soggetto religioso per devozione privata, quali la Santa Margherita d'Antiochia (Greenville, Carolina del Sud, Bob Jones University Collections) (Firenze, collezione privata), la Santa Cecilia (Colle di Val d'Elsa, Museo civico e d'arte sacra), la Maddalena (Firenze, collezione privata), la Giuditta (Nantes, Musée des Beaux-Arts), la Santa Lucia, la Guarigione di Tobia (1642-44, Firenze, Seminario Maggiore), il San Pietro in carcere (1653, già Firenze, collezione Rucellai).
Per interessamento di Filippo Baldinucci ottenne dalla famiglia Neri di Empoli la commissione della pala con l'Assunzione di Maria tra i santi Lorenzo e Filippo Neri (1659) per la chiesa di Santo Stefano degli Agostiniani a Empoli; per la stessa famiglia eseguì il dipinto con San Filippo Neri che adora la Madonna col Bambino (1659, Firenze, collezione privata; bozzetto a Coldirodi, Pinacoteca Rambaldi). 
A Prato eseguì, nella chiesa di Santa Maria della Pietà, la pala con la Trinità con angeli e cherubini (1637) e, nella chiesa di San Francesco, la pala con il Miracolo di san Nicola da Tolentino che resuscita le starne dal piatto (1637). Sempre a Prato realizzò nel palazzo Pubblico la Vergine che appare a san Domenico (1656) e il San Giuseppe con Gesù fanciullo, mentre nel Duomo eseguì il Martirio di san Lorenzo (1666-67), rimasto incompiuto per l'improvvisa morte del pittore e terminato dal suo allievo Carlo Dolci.